# Physocarpus
Genre
Classification phylogénétique
Physocarpus, appelé communément Physocarpe ou Bois aux sept écorces, est un genre de plantes à fleurs de la famille des Rosaceae originaire d'Amérique du Nord et d'Asie.

## Description
Les physocarpus sont des arbustes à feuilles caduques dont l'écorce se détache en fines lanières. Les feuilles sont palmées avec 3 à 7 lobes et sont souvent à bords dentés. Les feuilles alternes sont trilobées, les stipules non développées tombent tôt.
L'inflorescence est une grappe terminale arrondie. Les fleurs sont hermaphrodites et à cinq pétales. L'hypanthe est en forme de cloche et ouvert vers le haut, le calice extérieur est manquant, un disque est souvent reconnaissable. Les sépales sont adjacents, mais ne se chevauchent pas, les pétales sont blancs. Les étamines sont nombreuses. Il y a deux à cinq pistils et deux à quatre ovules.
Le fruit a une tige courte et est gonflé, dépassant de l'hypanthe, s'ouvrant le long des nervures. Les quelques graines ont une peau brillante et dure.

## Répartition
Le genre se trouve presque entièrement en Amérique du Nord, à l'exception de Physocarpus ribesifolia et Physocarpus amurensis en Asie du Nord-Est. Il pousse généralement sur les rives des rivières ou dans des endroits humides similaires.
Physocarpus opulifolius est un arbuste ornemental courant en Europe.

## Espèces
- Physocarpus alternans (sv)
- Physocarpus amurensis (sv)
- Physocarpus australis
- Physocarpus bracteatus
- Physocarpus capitatus
- Physocarpus glabratus
- Physocarpus malvaceus
- Physocarpus monogynus
- Physocarpus opulifolius
- Physocarpus pauciflorus
- Physocarpus ribesifolia